# Усиха (Нижньогородська область)
Усиха (рос. Усиха) — присілок в Воскресенському районі Нижньогородської області Російської Федерації.
Населення становить 17 осіб. Входить до складу муніципального утворення Капустихинська сільрада.

## Історія
Від 2009 року входить до складу муніципального утворення Капустихинська сільрада.

## Населення
| 1999 | 2002 | 2010 |
| ---- | ---- | ---- |
| 35   | ↘34  | ↘17  |